# Świdwin (gmina wiejska)
Świdwin – gmina wiejska w północnej części województwa zachodniopomorskiego, w powiecie świdwińskim. Siedzibą gminy jest miasto Świdwin, które nie wchodzi w skład gminy (jest osobną gminą miejską).
Według danych z 31 grudnia 2016 r. gmina miała 5982 mieszkańców. Natomiast według danych z 311 grudnia 2017 roku gminę zamieszkiwało 5951 osób.
Miejsce w województwie (na 114 gmin):

powierzchnia 34., ludność 61.

## Położenie
Gmina jest położona w północnej części województwa zachodniopomorskiego, w środkowej części powiatu świdwińskiego. Gmina leży na Wysoczyźnie Łobeskiej i Pojezierzu Drawskim.
Gmina stanowi 22,6% powierzchni powiatu.
Sąsiednie gminy:
- Świdwin (miejska), Brzeżno, Połczyn-Zdrój, Rąbino i Sławoborze (powiat świdwiński)
- Drawsko Pomorskie (powiat drawski)
- Łobez i Resko (powiat łobeski)

Do 31 grudnia 1998 r. wchodziła w skład województwa koszalińskiego.

## Demografia
Według danych z 31 grudnia 2016 r. gmina miała 5982 mieszkańców. Gminę zamieszkuje 12,5% ludności powiatu. Gęstość zaludnienia wynosi 24,2 osoby na km².

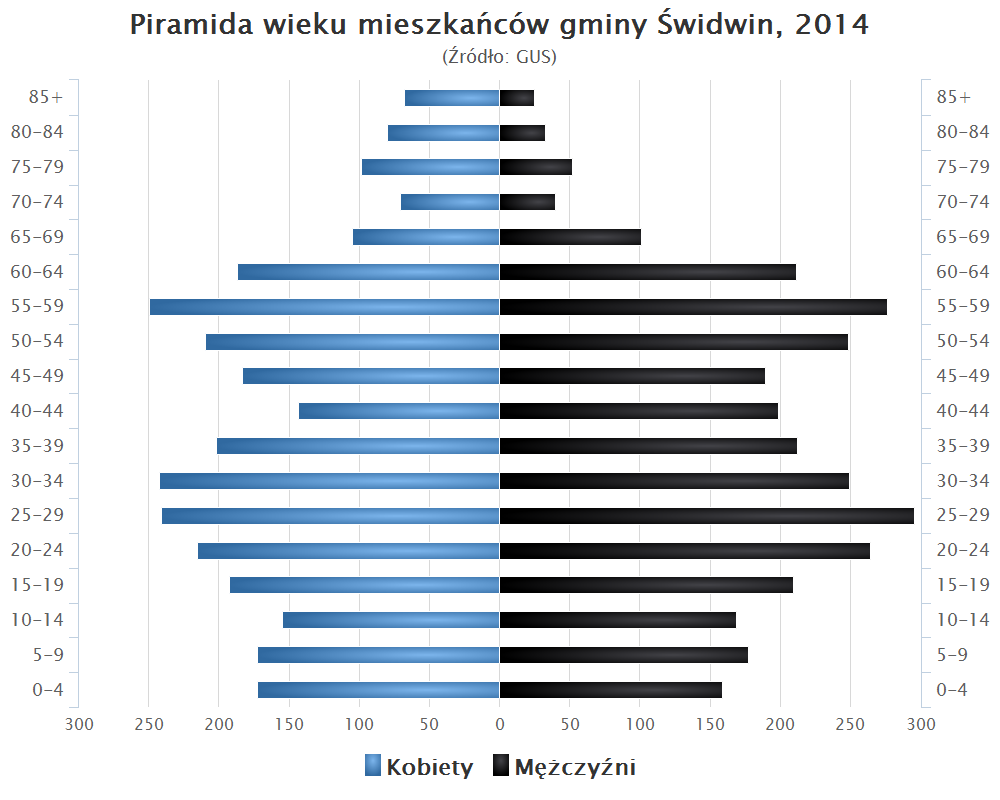
Piramida wieku mieszkańców gminy Świdwin w 2014 roku

Dane z 31 grudnia 2017 roku.
| Opis                              | Ogółem | Ogółem | Kobiety | Kobiety | Mężczyźni | Mężczyźni |
| --------------------------------- | ------ | ------ | ------- | ------- | --------- | --------- |
| jednostka                         | osób   | %      | osób    | %       | osób      | %         |
| populacja                         | 5 951  | 100    | 2 908   | 48,9    | 3 043     | 51,1      |
| gęstość zaludnienia (mieszk./km²) | 24     | 24     | 11      | 11      | 13        | 13        |

## Przyroda i turystyka
Przez całą gminę przepływa jedna z dłuższych rzek pobrzeża Bałtyku – Rega, która jest dostępna dla kajaków od Świdwina do ujścia do Morza Bałtyckiego. Wzdłuż rzeki został wytyczony zielony szlak turystyczny. Tereny leśne zajmują 27% powierzchni gminy, a użytki rolne 64%.

## Infrastruktura i transport
Przez gminę prowadzą drogi wojewódzkie: nr 151 łącząca siedzibę gminy, Świdwin z Łobzem (21 km), nr 152 do Połczyna-Zdroju (24 km) i przez Starogard (19 km) z Reskiem (28 km) oraz nr 162 przez Sławoborze (15 km) do skrzyżowania z drogą krajową nr 6 (25 km) oraz przez Brzeżno (9 km) do Drawska Pomorskiego (31 km).
Świdwin uzyskał połączenie kolejowe w 1859 r. po wybudowaniu linii kolejowej ze Stargardu do Koszalina, 10 lat później wydłużoną do Słupska, a w 1870 r. do Gdańska. W 1896 r. otwarto lokalną linię do Połczyna-Zdroju, przedłużoną w 1903 r. przez Barwice do Grzmiącej. W 1987 r. fragment linii Szczecin – Gdańsk przez Świdwin został zelektryfikowany. Linię do Połczyna-Zdroju zamknięto w 1996 r., a dalszą część 3 lata później.
W gminie czynna jest jedna placówka pocztowa: Agencja Pocztowa Redło (nr 78-325). Gminę obsługują także urzędy pocztowe w Świdwinie.

## Administracja i samorząd

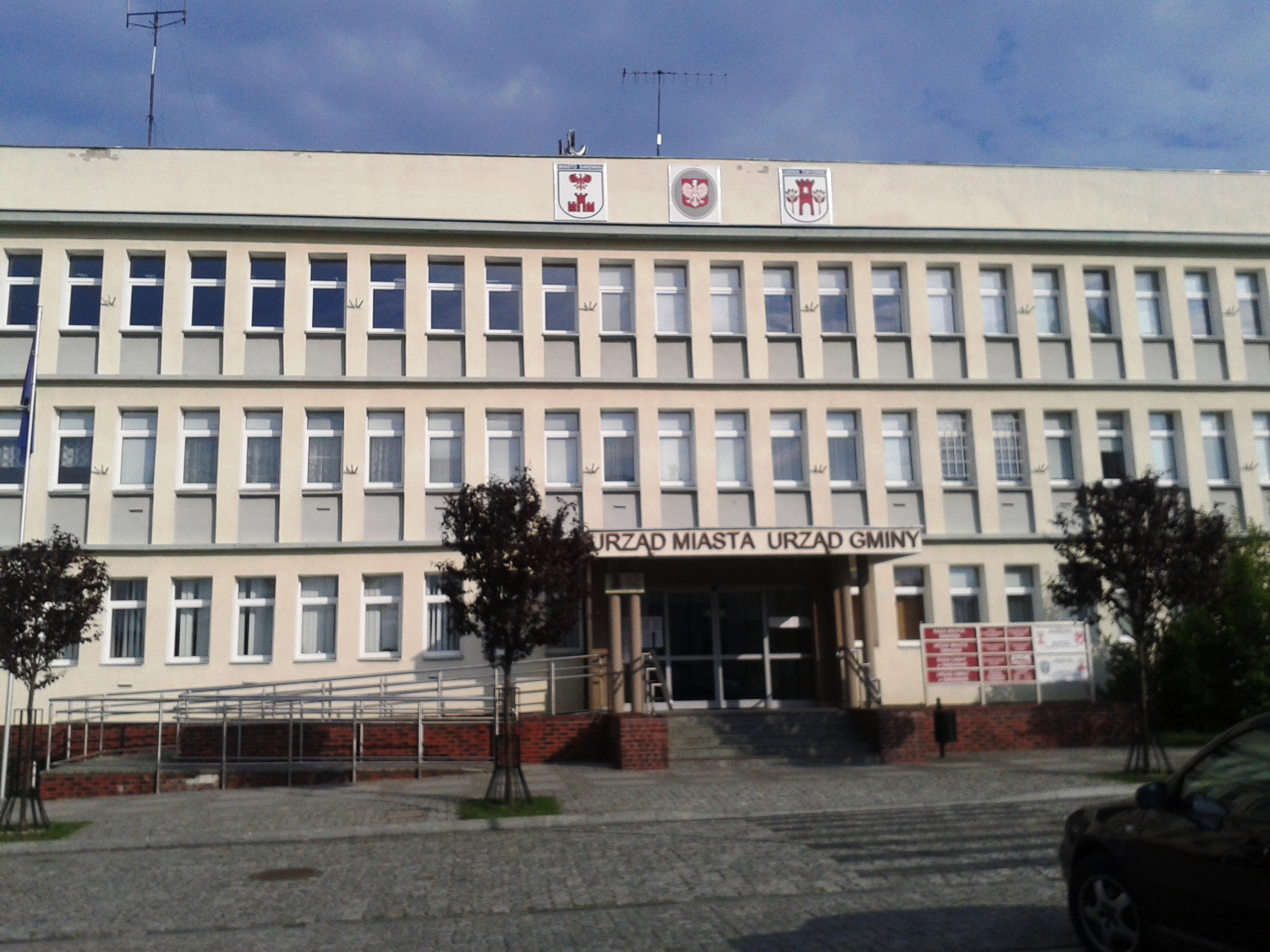
Urząd Miasta i Urząd Gminy w Świdwinie

W 2016 r. wykonane wydatki budżetu gminy wiejskiej Świdwin wynosiły 23,0 mln zł, a dochody budżetu 24,3 mln zł. Zobowiązania samorządu (dług publiczny) według stanu na koniec 2016 r. wynosiły 6,0 mln zł, co stanowiło 24,8% poziomu dochodów.
Gmina jest obszarem właściwości Sądu Rejonowego w Białogardzie, jednakże sprawy wieczystoksięgowe, sprawy z zakresu prawa karnego, karnego skarbowego i sprawy wykroczeniowe są obsługiwane przez wydziały zamiejscowe sądu w Świdwinie. Sprawy z zakresu prawa pracy oraz sprawy gospodarcze są rozpatrywane przez Sąd Rejonowy w Koszalinie. Gmina jest obszarem właściwości Sądu Okręgowego w Koszalinie. Gmina (właśc. powiat świdwiński) jest obszarem właściwości miejscowej Samorządowego Kolegium Odwoławczego w Koszalinie.
Mieszkańcy gminy wiejskiej Świdwin razem z mieszkańcami gminy Brzeżno wybierają 3 radnych do Rady Powiatu w Świdwinie, a radnych do Sejmiku Województwa Zachodniopomorskiego w okręgu nr 3. Posłów na Sejm wybierają z okręgu wyborczego nr 40, senatora z okręgu nr 99, a posłów do Parlamentu Europejskiego z okręgu nr 13.